# Friedrich Wilhelm von Brandenburg-Schwedt

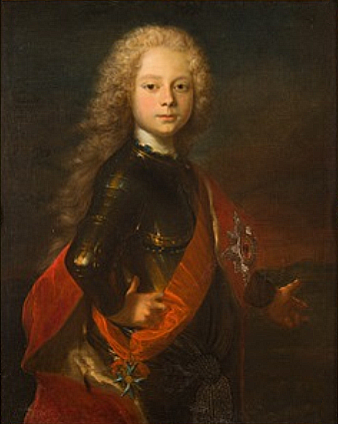
Markgraf Friedrich Wilhelm von Brandenburg-Schwedt als Kind, Ölgemälde von Antoine Pesne (1724)

Friedrich Wilhelm von Brandenburg-Schwedt (* 28. März 1714 in Berlin; † 12. September 1744 bei Prag) war als Spross der hohenzollernschen Nebenlinie Brandenburg-Schwedt Generalmajor der Preußischen Armee und Kommandeur des 1. Bataillons Garde.
Er war ein Sohn des Markgrafen Albrecht Friedrich von Brandenburg-Schwedt und dessen Frau Maria Dorothea von Kurland (1684–1743) und ein Neffe 2. Grades des preußischen Königs Friedrich Wilhelms I.

## Leben
Markgraf Friedrich Wilhelm war ein Mitglied des europäischen Hochadels und genoss unter der Lenkung des preußischen Königs eine entsprechende Erziehung. Bereits im Mai 1719 verlieh er ihm den Schwarzen Adlerorden. Im Jahr 1730 vermittelte der König ihm den Beginn einer militärischen Karriere in den Niederlanden, um „dereinst mit distinction sich zeigen zu können“. Als Lehrer und Begleiter reiste ein Oberstleutnant namens de Mardeaux mit. Markgraf Friedrich Wilhelm stieg 1737 in niederländischen Diensten zum Oberst und Chef des Infanterieregiments in Namur auf. Die Lebensführung des Markgrafen, verbunden mit der Gefahr der Verschuldung, und seine Anspruchshaltung gaben dem König Anlass zur Unzufriedenheit bis hin zur Drohung, ihn fallen zu lassen. Schließlich nahm er ihn am 20. März 1739 in sein Potsdamer Leibregiment im Rang eines Oberstleutnants auf, wobei der Markgraf sein Regiment und die Stelle in Namur behalten durfte.
Wenig später rief Friedrich II. nach seiner Thronbesteigung den Markgrafen unverzüglich nach Potsdam, um ihn seiner besonderen Aufsicht zu unterziehen. Als er das Leibregiment im Sommer 1740 auflöste und einen Rest als 1. Bataillon Garde behielt, beförderte er den Markgrafen am 10. August 1740 zum Oberst und gab ihm eine Kompanie des Bataillons zum Chef. Einen im November 1740 erbetenen Urlaub in Holland, um „seine Sachen“ zu holen, verweigerte er ihm. Im ersten Schlesischen Krieg kämpfte Friedrich Wilhelm mit seiner Kompanie in der Schlacht bei Mollwitz und wurde verwundet. Sein älterer Bruder Markgraf Friedrich ist in dieser Schlacht gefallen. Am 9. Mai 1742 wurde Friedrich Wilhelm Kommandant des 1. Bataillons Garde, am 22. April 1743 beförderte ihn Friedrich zum Generalmajor. Zur Führung eines selbständigen militärischen Kommandos fand der Generalmajor in seinem Leben keine Gelegenheit: Im Zweiten Schlesischen Krieg war Friedrich Wilhelm am 12. September 1744 bei der Belagerung von Prag zum General du jour eingeteilt. Als er in Gegenwart des Königs einen vorderen Laufgraben inspizierte, zerschmetterte ihm eine österreichische Kanonenkugel den Kopf.
Friedrich Wilhelms feierliche Beisetzung fand am 2. Oktober 1744 im Berliner Dom statt. Sein Sarg in der Hohenzollerngruft trägt die Nummer 94.